# Terry Phelps
Terry Phelps (Larchmont, 18 december 1966) is een voormalig tennisspeelster uit de Verenigde Staten van Amerika. Zij trainde aan de tennisacademie van Nick Bollettieri. Phelps was actief in het proftennis van 1982 tot en met 1990.

## Loopbaan

### Enkelspel
In juni 1982 won Phelps het Eastern Clay Court-kampioenschap in Mamaroneck (NY) – in de finale versloeg zij landgenote Melissa Brown. In 1983 had zij haar grandslamdebuut, op Roland Garros. Later dat jaar won zij haar eerste grandslampartijen op het US Open, waar zij onder meer de Australische Elizabeth Sayers versloeg.
Phelps stond in 1987 voor het eerst in een WTA-finale, op het toernooi van Auckland – zij verloor van landgenote Gretchen Rush. In 1988 bereikte zij nog eenmaal een WTA-finale, in Schenectady – ook hier was het Rush die de titel opeiste.
Haar beste resultaat op de grandslamtoernooien is het bereiken van de kwartfinale, op Roland Garros 1985. Haar hoogste notering op de WTA-ranglijst is de 20e plaats, die zij bereikte op 26 mei 1986 na het scoren van kwartfinaleplaatsen in Miami, Princeton, Indianapolis en Lugano.

### Dubbelspel
Phelps was in het dubbelspel minder actief dan in het enkelspel. In 1983 debuteerde Phelps op een WTA-hoofdtoernooi, op het toernooi van Indianapolis, samen met landgenote Shawn Foltz. Zij bereikten er de tweede ronde. Zij stond in 1988 voor het eerst in een WTA-finale, op het toernooi van Tampa, samen met de Italiaanse Raffaella Reggi – hier veroverde zij haar eerste (en enige) titel, door de Amerikaanse zussen Cammy en Cynthia MacGregor te verslaan. Later dat jaar bereikte Phelps nog eenmaal een WTA-finale, in Phoenix, met landgenote Beth Herr aan haar zijde – in de eindstrijd moesten zij na drie tiebreak-sets het hoofd buigen voor Elise Burgin (VS) en Rosalyn Fairbank (Zuid-Afrika).
Haar beste resultaat op de grandslamtoernooien is het bereiken van de kwartfinale, op het US Open 1988 samen met Raffaella Reggi. Haar hoogste notering op de WTA-ranglijst is de 37e plaats, die zij bereikte in februari 1989.

#### Gemengd dubbelspel
Phelps' beste resultaten in deze discipline zijn het bereiken van de kwartfinale op het US Open 1987 (derde ronde, met landgenoot Jim Pugh) en op Wimbledon 1989 (vierde ronde, met Zuid-Afrikaan Neil Broad)

## Palmares
| Legenda                |
| ---------------------- |
| Grandslamtoernooi      |
| Olympische Spelen      |
| Year-End Championships |
| Tier I                 |
| Tier II                |
| Tier III               |
| Tier IV & V            |

### WTA-finaleplaatsen enkelspel
| nr.              | finale     | toernooi        | ondergrond | tegenstandster | score    |
| ---------------- | ---------- | --------------- | ---------- | -------------- | -------- |
| gewonnen finales |            |                 |            |                |          |
| geen             |            |                 |            |                |          |
| verloren finales |            |                 |            |                |          |
| 1.               | 1987-02-01 | WTA Auckland    | hardcourt  | Gretchen Rush  | 2-6, 3-6 |
| 2.               | 1988-07-24 | WTA Schenectady | hardcourt  | Gretchen Rush  | 6-7, 4-6 |

### WTA-finaleplaatsen vrouwendubbelspel
| nr.              | finale     | toernooi    | ondergrond | partner         | tegenstandsters                   | score         |
| ---------------- | ---------- | ----------- | ---------- | --------------- | --------------------------------- | ------------- |
| gewonnen finales |            |             |            |                 |                                   |               |
| 1.               | 1988-04-03 | WTA Tampa   | gravel     | Raffaella Reggi | Cammy MacGregor Cynthia MacGregor | 6-2, 6-4      |
| verloren finales |            |             |            |                 |                                   |               |
| 1.               | 1988-09-18 | WTA Phoenix | hardcourt  | Beth Herr       | Elise Burgin Rosalyn Fairbank     | 7-6, 6-7, 6-7 |

## Resultaten grandslamtoernooien
| Legenda | Legenda                          |
| ------- | -------------------------------- |
| g.t.    | geen toernooi gehouden           |
| l.c.    | lagere categorie                 |
| –       | niet deelgenomen                 |
| G       | uitgeschakeld in de groepsfase   |
| 1R      | uitgeschakeld in de eerste ronde |
| 2R      | uitgeschakeld in de tweede ronde |
| 3R      | uitgeschakeld in de derde ronde  |
| 4R      | uitgeschakeld in de vierde ronde |
| KF      | uitgeschakeld in de kwartfinale  |
| HF      | uitgeschakeld in de halve finale |
| F       | de finale verloren               |
| W       | het toernooi gewonnen            |
| w-v     | winst/verlies-balans             |

### Enkelspel
| toernooi        | 1983 | 1984 | 1985 | 1986 | 1987 | 1988 | 1989 | 1990 | w-v  |
| --------------- | ---- | ---- | ---- | ---- | ---- | ---- | ---- | ---- | ---- |
| Australian Open | –    | –    | –    | g.t. | 2R   | –    | 1R   | 2R   | 1-3  |
| Roland Garros   | 1R   | 1R   | KF   | 3R   | 3R   | 1R   | 1R   | 1R   | 8-8  |
| Wimbledon       | 1R   | 1R   | 2R   | 3R   | 1R   | 3R   | 2R   | 2R   | 7-8  |
| US Open         | 3R   | 1R   | 3R   | 2R   | 2R   | 4R   | 3R   | 1R   | 11-8 |

### Vrouwendubbelspel
| toernooi        | 1983 | 1984 | 1985 | 1986 | 1987 | 1988 | 1989 | 1990 |
| --------------- | ---- | ---- | ---- | ---- | ---- | ---- | ---- | ---- |
| Australian Open | –    | –    | –    | g.t. | 2R   | –    | 3R   | –    |
| Roland Garros   | –    | 1R   | 2R   | 2R   | 3R   | 2R   | 3R   | 2R   |
| Wimbledon       | –    | 1R   | 1R   | 1R   | 1R   | –    | 2R   | 2R   |
| US Open         | 1R   | 2R   | 2R   | 2R   | 3R   | KF   | 2R   | 1R   |

### Gemengd dubbelspel
| toernooi        | 1983 |    | 1987 | 1988 | 1989 | 1990 | w-v |
| --------------- | ---- | -- | ---- | ---- | ---- | ---- | --- |
| Australian Open | g.t. | –  | –    | 2R   | 1R   | 1-2  |     |
| Roland Garros   | 1R   | –  | 2R   | 2R   | 1R   | 1-4  |     |
| Wimbledon       | –    | –  | 1R   | KF   | 2R   | 4-3  |     |
| US Open         | –    | KF | 1R   | 1R   | –    | 2-3  |     |